# Macedonia (Timiș)

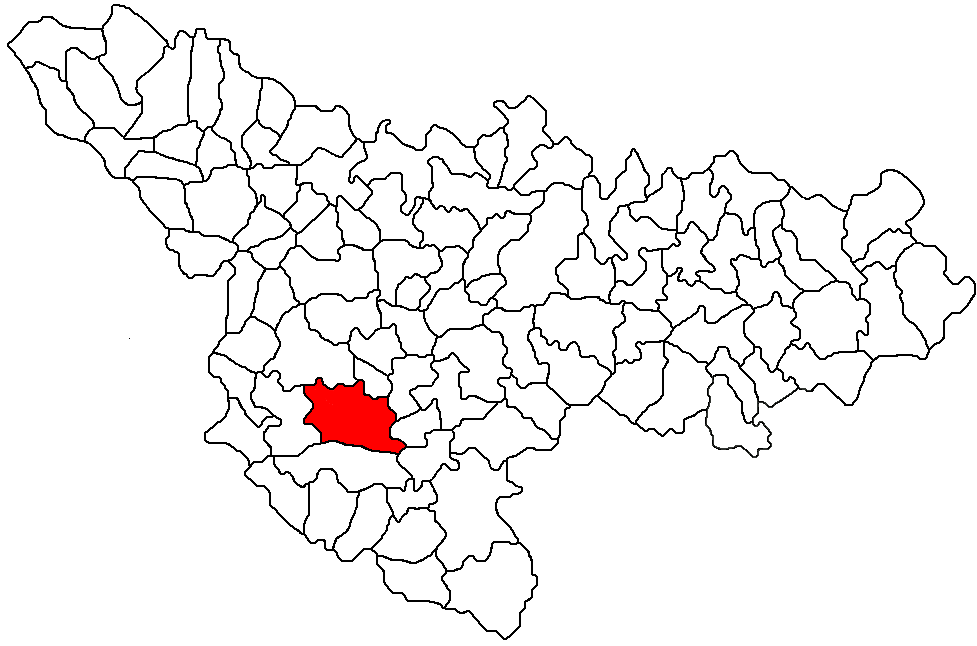
Lage der Gemeinde Ciacova im Kreis Timiș

Macedonia (ungarisch Macedónia) ist ein Dorf im Kreis Timiș, Banat, Rumänien. Macedonia gehört zum Verwaltungsbereich der Kleinstadt Ciacova.

## Geografische Lage
Macedonia liegt im Süden des Kreises Timiș, 8 Kilometer westlich von Ciacova.

## Nachbarorte
| Giulvăz | Cebza                                       | Petroman |
| Foeni   | Kompassrose, die auf Nachbargemeinden zeigt | Ciacova  |
| Rudna   | Dolaț                                       | Ghilad   |

## Geschichte
Eine erste urkundliche Erwähnung der Ortschaft stammt aus den päpstlichen Zehntlisten von 1332. Nach dem Historiker Ioan Lotreanu wurde die Ortschaft von der Familie Maczedonia bereits zu Árpáds Zeiten gegründet. Ein Dokument aus dem Jahr 1466 verzeichnet das Dorf mit 50 Häuser und vermerkt Ladislau Doczy als Grundherr.
Von 1718 bis 1778 war die Ortschaft Teil der Habsburger Krondomäne Temescher Banat.
Nach dem Österreichisch-Ungarischen Ausgleich (1867) wurde das Banat dem Königreich Ungarn innerhalb der Doppelmonarchie Österreich-Ungarn angegliedert. Von 1779 bis zum Ersten Weltkrieg gehörte Macedonia zum Kreis Torontal.
Der Vertrag von Trianon am 4. Juni 1920 hatte die Dreiteilung des Banats zur Folge, wodurch Macedonia an das Königreich Rumänien fiel. Danach gehörte Macedonia erst zum Kreis Timiș-Torontal nach der territorial-administrativen Reform von 1968 zum Kreis Timiș.

## Demografie
| 1880 | 767  | 699 | 14 | 43 | 11 |
| 1910 | 1089 | 988 | 43 | 30 | 28 |
| 1930 | 927  | 882 | 7  | 13 | 25 |
| 1977 | 606  | 581 | 1  | 3  | 21 |
| 2002 | 470  | 414 | 3  | 1  | 52 |